# Jugoda heterogena
Jugoda heterogena är en insektsart som beskrevs av Schmidt 1927. Jugoda heterogena ingår i släktet Jugoda och familjen Lophopidae. Inga underarter finns listade i Catalogue of Life.